# Финска на Европском првенству у атлетици у дворани 1973.
Финска је учествоваla на 4. Европском првенству у атлетици у дворани 1973. одржаном у Ротердаму, Холандија, 10. и 11. марта.  Репрезентацију Финске у њеном у њеном четвртом учешћу на европским првенствима у дворани представљало је десет спортиста (8 мушкараца и 2 жена) који су се такмичио у 7 дисциплина (6 мушких и 1 женска).
Најуспешнији тачмичар био је освајачи бронзане медаље. на Трка на 3.000 метара Пека Пејверинта, који је 2 пута (квалификације и финале)оборио и национални рекорд у тој дисциплини.
Са две бронзане медаљље Финска је у укупном пласману делила 14. место са Совјетским од 16 земаља које су на овом првенству освојиле медаље, односно 24 земље учеснице.
У табели успешности (према броју и пласману такмичара који су учествовали у финалним такмичењима (првих 8 такмичара) Финска је са три учесника у финалу делила са Југославијом 13 место са 13 бодова  од 22 земље које су имале представнике у финалу, односно 24 жемље учеснице. Једино Данска и Исланд нису имали ниједног финалисту.
| Плас. | Земља  | 1. место | 2. место | 3. место | 4. место | 5. место | 6. место | 7. место | 8. место | Бр. финал. - Бод. |
| ----- | ------ | -------- | -------- | -------- | -------- | -------- | -------- | -------- | -------- | ----------------- |
| =13.  | Финска | −        | −        | 2 − 6    | −        | −        | −        | −        | 1 − 1    | 3 − 13            |

## Учесници
| Бр. | Дисциплина   | Мушкарци                           | Жене                             | Укупно |
| --- | ------------ | ---------------------------------- | -------------------------------- | ------ |
| 1.  | 60 м         | Раимо Вилен Анти Рајамеки          | Тула Раутанен Мона-иса Стрендвал | 4      |
| 2.  | 3.000 м      | Пека Пејверинта Мико Ала-Лепилампи |                                  | 2      |
| 3.  | Скок увис    | Ласе Вискари                       |                                  | 1      |
| 4.  | Скок мотком  | Анти Калуиомеки                    |                                  | 1      |
| 5.  | Троскок      | Еса Рине                           |                                  | 1      |
| 6.  | Бацање кугле | Мати Ирјела                        |                                  | 1      |
|     | Укупно (6)   | 8                                  | 2                                | 10     |

## Освајачи медаља
- Бронза

1. Раимо Вилен — 60 м

2. Пека Пејверинта — Трка на 3.000 метара|3.000 м

### Мушкарци
| Атлетичар          | Дисциплина   | Лични рекорд | Квалификације | Квалификације | Полуфинале           | Полуфинале    | Финале               | Финале   | Детаљи |
| Атлетичар          | Дисциплина   | Лични рекорд | Резултат      | Место         | Резултат             | Место         | Резултат             | Место    | Детаљи |
| ------------------ | ------------ | ------------ | ------------- | ------------- | -------------------- | ------------- | -------------------- | -------- | ------ |
| Раимо Вилен        | 60 м         |              | 6,81          | 2. у гр 1 КВ  | 6,72                 | 2. у пф. 3 КВ | 6,71                 |          |        |
| Анти Рајамеки      | 60 м         |              | 6,81          | 2. у гр 6 КВ  | 6,78 ЛРд             | 4 у пф 2      | Није се квалификовао | 10. /33. |        |
| [ Пека Пејверинта  | 3.000 м      |              | 7:53,68 НРд   | 3. у гр 1 КВ  |                      |               | 7:52,97 НРд          |          |        |
| Мико Ала-Лепилампи | 3.000 м      |              | 8:02,04       | 4. у гр 2     | Није се квалификовао | 11. / 21.     |                      |          |        |
| Ласе Вискари       | Скок увис    |              |               |               |                      |               | 2,14                 | 8. / 18  |        |
| Анти Калуиомеки    | Скок мотком  |              | 4,80          | 10. / 11 (15) |                      |               |                      |          |        |
| Еса Рине           | Троскок      |              | 15,25 ЛРд     | 11. / 11      |                      |               |                      |          |        |
| Мати Ирјела        | Бацање кугле |              | 18,03 ЛРд     | 10. / 12      |                      |               |                      |          |        |

### Жене
| Атлетичар     | Дисциплина | Лични рекорд | Квалификације | Квалификације | Полуфинале | Полуфинале | Финале                | Финале   | Детаљи |
| Атлетичар     | Дисциплина | Лични рекорд | Резултат      | Место         | Резултат   | Место      | Резултат              | Место    | Детаљи |
| ------------- | ---------- | ------------ | ------------- | ------------- | ---------- | ---------- | --------------------- | -------- | ------ |
| Тула Раутанен | 60 м       |              | 7,48          | 2. у гр 3 КВ  | 7,51       | 6. у пф. 1 | Није се квалификовала | 12. / 26 |        |
| Анти Рајамеки | 60 м       |              | 7,53          | 2. у гр 6 КВ  | 7,50       | 6 у пф 2   | Није се квалификовала | 11. /26. |        |

## Биланс медаља Финске после 4. Европског првенства у дворани 1970—1973.
|     | ЕП     |   |   |   |   | УП    |
| 1.  | 1970.  | 0 | 0 | 1 | 1 | = 12  |
| 2.  | 1971.  | 0 | 0 | 0 | 0 | = 16. |
| 3.  | 1972.  | 0 | 0 | 1 | 1 | = 13. |
| 4.  | 1973.  | 0 | 0 | 2 | 2 | = 14. |
| 1-4 | Укупно | 0 | 0 | 4 | 4 | 20.   |
| --- | ------ | - | - | - | - | ----- |

|                                        | ЕП                                     |                                        |                                        |                                        |                                        |                                        |
| Није било вишеструких освајача медаља. | Није било вишеструких освајача медаља. | Није било вишеструких освајача медаља. | Није било вишеструких освајача медаља. | Није било вишеструких освајача медаља. | Није било вишеструких освајача медаља. | Није било вишеструких освајача медаља. |
| -------------------------------------- | -------------------------------------- | -------------------------------------- | -------------------------------------- | -------------------------------------- | -------------------------------------- | -------------------------------------- |

## Фински освајачи медаља после 4. Европског првенства 1970—1973.
|    | Атлетичар/ка    | м | ж | ЕП       | Дисциплина |   |   |   |   |
| -- | --------------- | - | - | -------- | ---------- | - | - | - | - |
| 1. | Јарко Тапола    | м |   | 1970.    | 60 м       |   |   |   | 1 |
| 2. | Анти Калиомеки  | м |   | 1972.    | мотка      |   |   |   | 1 |
| 3. | Раимо Вилен     | м |   | 1973.    | 60 м       |   |   |   | 2 |
| 4. | Пека Пејверинта | м |   | 1973.    | 3.000 м    |   |   |   | 2 |
|    | Укупно          | 4 | 0 | 1970—73. |            | 0 | 0 | 4 | 4 |